# Mark Dinning
Mark Dinning (egentligen Max Edward Dinning), född 17 augusti 1933 i Grant County i Oklahoma, död 22 mars 1986 i Jefferson City i Missouri, var en amerikansk popsångare. Han är mest känd för att låten "Teen Angel" var listetta på Billboard Hot 100 i februari 1960.
Dinning lyckades inte med att upprepa den enorma framgången med "Teen Angel" men han hade tre mindre hitlåtar i dess efterföljd. Hans stora hitlåt nådde även plats 37 på den brittiska hitlistan. "Teen Angel" skrevs av Dinnings syster Jean Dinning men även hennes man Red Surrey angavs som låtskrivare på grund av ett avtal som hon hade ingått med maken.
Dinning avled i en hjärtinfarkt år 1986.